# Malina Cove
Die Malina Cove (englisch; bulgarisch залив Малина saliw Malina) ist eine 1,65 km breite und 1,25 km lange Bucht an der Westküste von Low Island im Archipel der Südlichen Shetlandinseln. Sie liegt südlich der Teshel Cove, 8,2 km südlich des Kap Wallace und 6,6 km nordwestlich des Kap Garry.
Britische Wissenschaftler kartierten sie 2009. Die bulgarische Kommission für Antarktische Geographische Namen benannte sie 2010 nach Ortschaften im Westen Bulgariens.